# Edificio Ouro para o Bem de São Paulo
El Edificio Ouro para o Bem de São Paulo está situado en la Rua Álvares Penteado Nº 23, en el distrito de Sé en la zona central de la ciudad de São Paulo.
Fue construido gracias a las donaciones de joyas de señoras paulistas recaudadas a través de la famosa campaña para obtener los fondos necesarios para mantener la Revolución Constitucionalista de 1932.
El edificio fue construido por Cia. Constructora Camargo & Mesquita, según un diseño de Severo & Villares, y se terminó en 1939. En estilo art déco, su fachada busca representar la bandera paulista con sus trece franjas, en que cada uno de sus pisos corresponde a una de las 13 franjas de la bandera paulista.
Al final de la revolución, el oro sobrante que se recogió fue donado a la Santa Casa de Misericórdia de São Paulo, que lo utilizó para construir el edificio de su sede en el Largo da Misericórdia. En el acervo del Museo de la Santa Casa hay volúmenes de donantes de la campaña "Oro por el Bien de São Paulo", nombrando no sólo a donantes de la capital, sino también a residentes de otras ciudades que hicieron donaciones.